# Commissione dell'ambiente, della pianificazione del territorio e dell'energia del Consiglio nazionale (Svizzera)
La  Commissione dell'ambiente, della pianificazione del territorio e dell'energia del Consiglio nazionale CAPTE-N (in tedesco Kommission für Umwelt, Raumplanung und Energie des Nationalrates UREK-N, in francese Commission de l'environnement, de l'aménagement du territoire et de l'énergie du Conseil national CEATE-N, in romancio Cumissiun per ambient, planisaziun dal territori ed energia dal Cussegl naziunal CAPTE-N) è una commissione tematica del Consiglio nazionale della Confederazione elvetica. È composta da 25 membri, di cui un presidente e un vicepresidente. È stata istituita il 25 novembre 1991.

## Funzione
La commissione si occupa dei seguenti temi:
- Protezione dell’ambiente, politica climatica e sviluppo sostenibile
- Protezione della natura, del patrimonio e delle acque
- Gestione e sviluppo territoriale
- Energia e approvvigionamento energetico
- Economia idrica e selvicoltura
- Caccia e pesca
- Sicurezza nucleare